# 모건 (가수)
모건(1986년 4월 22일~)은 대한민국의 가수이다. 2010년 어테인 싱글 앨범 [To. Sky]로 데뷔했다.

## 방송
- 2013년 히든싱어 2 - 조성모 편 2위

## 기타
- Quartet Telling <Away From>(2016) - 작사/작곡/피처링